# Astragalus stenocarpus
Astragalus stenocarpus är en ärtväxtart som beskrevs av Nikolai Fedorovich Gontscharow. Astragalus stenocarpus ingår i släktet vedlar, och familjen ärtväxter. Inga underarter finns listade i Catalogue of Life.